# Jørgen Leth

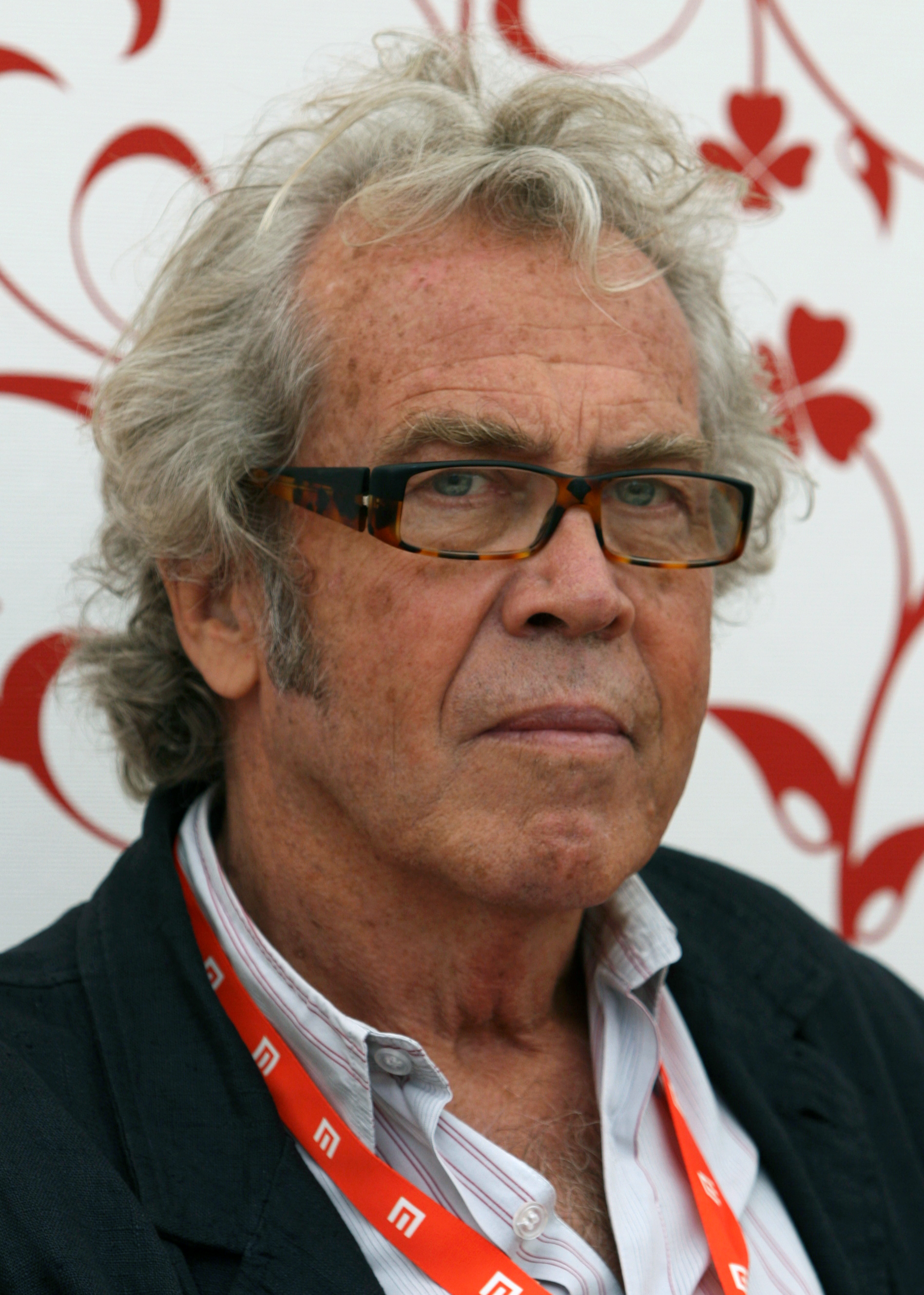
Jørgen Leth (2008)

Jørgen Leth (Aarhus, 14 juni 1937) is een Deens journalist, filmregisseur, schrijver en wielercommentator.

## Biografie
Jørgen Leth studeerde literatuur en antropologie aan de Universiteit van Aarhus en de Universiteit van Kopenhagen. Hij werd journalist voor de krant Aktuelt en later ook voor Politiken. Bij deze kranten was hij recensent van film, theater en jazz en reisde hij rond in onder meer Afrika en Zuid-Amerika. Begin jaren 60 debuteerde hij als schrijver (Gult lys, Geel licht, 1962) en regisseur (de korte film Stopforbud, Stopverbod, 1963). Hij maakte deel uit van het Deense avant-gardemilieu, samen met onder anderen de schilder Per Kirkeby. Zijn bekendste film, Det perfekte menneske (De perfecte mens) maakte hij in 1967.
Een van zijn vele passies is wielrennen en in de jaren 70 en 80 maakte hij een aantal documentaires rondom wielerwedstrijden, waaronder  Parijs-Roubaix in 1976 (En forårsdag i Helvede, Een voorjaarsdag in de Hel, 1976). Toen de Deense tv-zender TV 2 in 1988 de Ronde van Frankrijk jaarlijks ging uitzenden, werd Leth een van de vaste commentatoren.
Naar aanleiding van zijn film Det perfekte menneske maakte hij in 2003 samen met Lars von Trier de film De fem benspænd (The Five Obstructions). In dit project moest Leth zijn film vijf keer opnieuw maken, maar telkens met een door Von Trier bedachte beperking.
Vanaf 2000 was Leth honorair consul op Haïti, waar hij sinds 1991 had gewoond. Bij de aardbeving op Haïti in 2010 werd zijn huis zwaar beschadigd en verloor hij veel filmmateriaal en andere bezittingen.